# Castillo de la Concepción
Castillo de la Concepción är ett slott i Spanien.   Det ligger i provinsen Murcia och regionen Murcia, i den sydöstra delen av landet, 400 km sydost om huvudstaden Madrid. Castillo de la Concepción ligger 26 meter över havet.
Terrängen runt Castillo de la Concepción är platt norrut, men söderut är den kuperad. Havet är nära Castillo de la Concepción åt sydväst. Runt Castillo de la Concepción är det tätbefolkat, med 331 invånare per kvadratkilometer. Närmaste större samhälle är Cartagena, 0,62 km norr om Castillo de la Concepción. 